# 多布里奇卡市镇

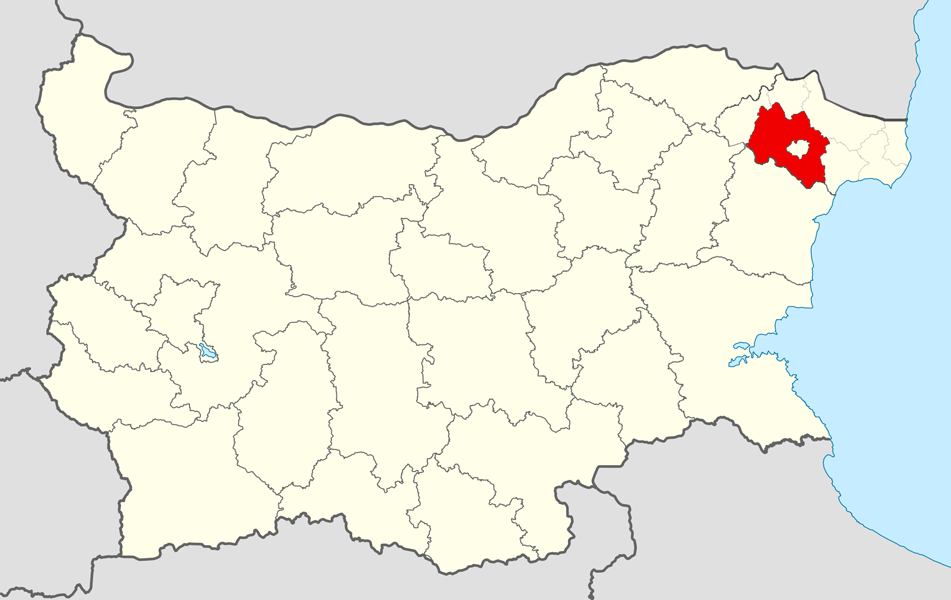

43°39′N 27°41′E / 43.650°N 27.683°E
多布里奇乡镇，或称多布里奇卡市镇，是保加利亞的市鎮，位於該國東北部，由多布里奇州負責管轄，行政中心为多布里奇（为单独的市镇，不在此乡村型市镇的辖区内），面積1,296平方公里，2009年人口24,292，人口密度每平方公里18.74人。